# Limoniades
Dans la mythologie grecque, les limoniades ou limniades  (du grec ancien Λειμωνιάδες (Leimônades) de λειμών (leimôn), « de prairie ») sont les nymphes des fleurs et des plantes. Elles aiment vivre dans les prés, les prairies, les pâturages, et les lieux fleuris.
On connaît peu de choses sur elles.

## Sous-variétés
Les léimakides ou leimakides sont des nymphes des prés, considérées comme une sous-espèce de limoniades.
Les Anthousai, ou du moins certaines d'entre elles, pourraient être une autre variété de limoniades.

## Exemples de limoniades
- Chloris

## Limoniades dans les arts
Au milieu du XXe siècle, le sculpteur français Georges Muguet a réalisé un ensemble de six sculptures, au parc du Château à Saint-Cloud, à Paris, dont l'une représente une limoniade
En 1998, le compositeur allemand Wolfgang Weller a produit son opus 53, intitulé Die Improvisation der Leimoniade (L'improvisation de la limoniade), obéissant à l'échelle chromatique des tons de la Grèce antique. La pièce a été jouée en 2000